# Абакумово (Владимир)
Абакумово (рос. Аббакумово) — присілок, підпорядкований місту Владимиру Владимирської області.
Площа — 33,0 км². Населення становить 25 осіб (2010).

## Історія
Присілок розташований на землях фіно-угорського народу мещери.
Від 10 травня 1929 до 26 листопада 2004 року належав до Суздальського району, утвореного спочатку у складі Владимирського округу Івановської промислової області з частини Владимирського повіту Владимирської губернії. Від 1944 року в складі Владимирської області..
Згідно із законом від 26 листопада 2004 року увійшло до складу муніципального утворення місто Владимир.

## Населення
| 1859 | 1905 | 1926 | 2002 | 2010 |
| ---- | ---- | ---- | ---- | ---- |
| 93   | ↗200 | ↘185 | ↘5   | ↗25  |